# Sherell Ford
Willard Sherell Ford (ur. 26 sierpnia 1972 w Baton Rouge) – amerykański koszykarz, występujący na pozycji niskiego skrzydłowego, po zakończeniu kariery zawodniczej trener koszykarski, obecnie asystent trenera w drużynie szkoły średniej Proviso East.
Jako gracz liceum występował w jednej drużynie z Michaelem Finleyem, późniejszym uczestnikiem spotkań gwiazd NBA, oraz mistrzem ligi (2007). W 1991 zdobył z drużyną Piratów mistrzostwo stanu IHSA klasy AA.
Podczas rozgrywek 1995/1995 wystąpił w 28 spotkaniach z Seattle SuperSonics. Grał średnio 5 minut w meczu, uzyskując średnio 3,2 punktu i 0,9 zbiórki.
W sezonie 2002/2003 rozegrał 13 spotkań w barwach Old Spice Pruszków, notując średnio 20,6 punktu, 6,7 zbiórki i 2,1 przechwytu na mecz.

## Osiągnięcia
Na podstawie, o ile nie zaznaczono inaczej.
NCAA
- Zawodnik roku konferencji Midwestern Collegiate (1995 – obecnie Horizon League)[2]
- MVP turnieju konferencji Mid-Continent (MCC – 1994)
- Zaliczony do:
  - I składu:
    - Midwestern Collegiate (1995)
    - All-MCC (Mid-Continent Conference – 1994)
- Lider:
  - konferencji Midwestern Collegiate w:
    - liczbie:
      - (707) i średniej punktów (26,2 – 1995)
      - celnych (265) i oddanych (562) rzutów z gry (1995)
      - celnych (218) i oddanych (449) rzutów za 2 punkty (1995)

  - konferencji Mid-Continent w:
    - liczbie:
      - (704) i średniej punktów (24,3 – 1994)
      - (254) i średniej zbiórek (8,8 – 1994)
      - bloków (45 – 1994)
      - celnych (279) i oddanych (560) rzutów z gry (1994)
      - celnych (253) i oddanych (473) rzutów za 2 punkty (1994)

Drużynowe
- Mistrz Libanu (2002)
- Zdobywca pucharu Libanu (2002)

Indywidualne
- Lider strzelców ligi rosyjskiej (2001)
- Zaliczony do Galerii Sław IHSA (2013)[2]